# Вельшеврё-э-Курбенан
Вельшеврё-э-Курбена́н (фр. Vellechevreux-et-Courbenans) — коммуна во Франции, находится в регионе Франш-Конте. Департамент — Верхняя Сона. Входит в состав кантона Виллерсексель. Округ коммуны — Люр.
Код INSEE коммуны — 70530.

## География
Коммуна расположена приблизительно в 350 км к юго-востоку от Парижа, в 55 км северо-восточнее Безансона, в 31 км к востоку от Везуля.

## Население
Население коммуны на 2010 год составляло 155 человек.
| 1962 | 1968 | 1975 | 1982 | 1990 | 1999 | 2010 |
| ---- | ---- | ---- | ---- | ---- | ---- | ---- |
| 184  | 224  | 199  | 197  | 187  | 172  | 155  |

## Администрация
| Период | Период | Фамилия          | Партия | Примечания |
| ------ | ------ | ---------------- | ------ | ---------- |
| 1995   | 2001   | Франсуаза Эмонен |        |            |
| 2001   | 2003   | Кристин Жанне    |        |            |
| 2003   | 2014   | Франсин Шампьон  |        |            |

## Экономика
В 2010 году среди 102 человек трудоспособного возраста (15—64 лет) 67 были экономически активными, 35 — неактивными (показатель активности — 65,7 %, в 1999 году было 66,4 %). Из 67 активных жителей работали 64 человека (37 мужчин и 27 женщин), безработных было 3 (2 мужчины и 1 женщина). Среди 35 неактивных 12 человек были учениками или студентами, 18 — пенсионерами, 5 были неактивными по другим причинам.

## Фотогалерея

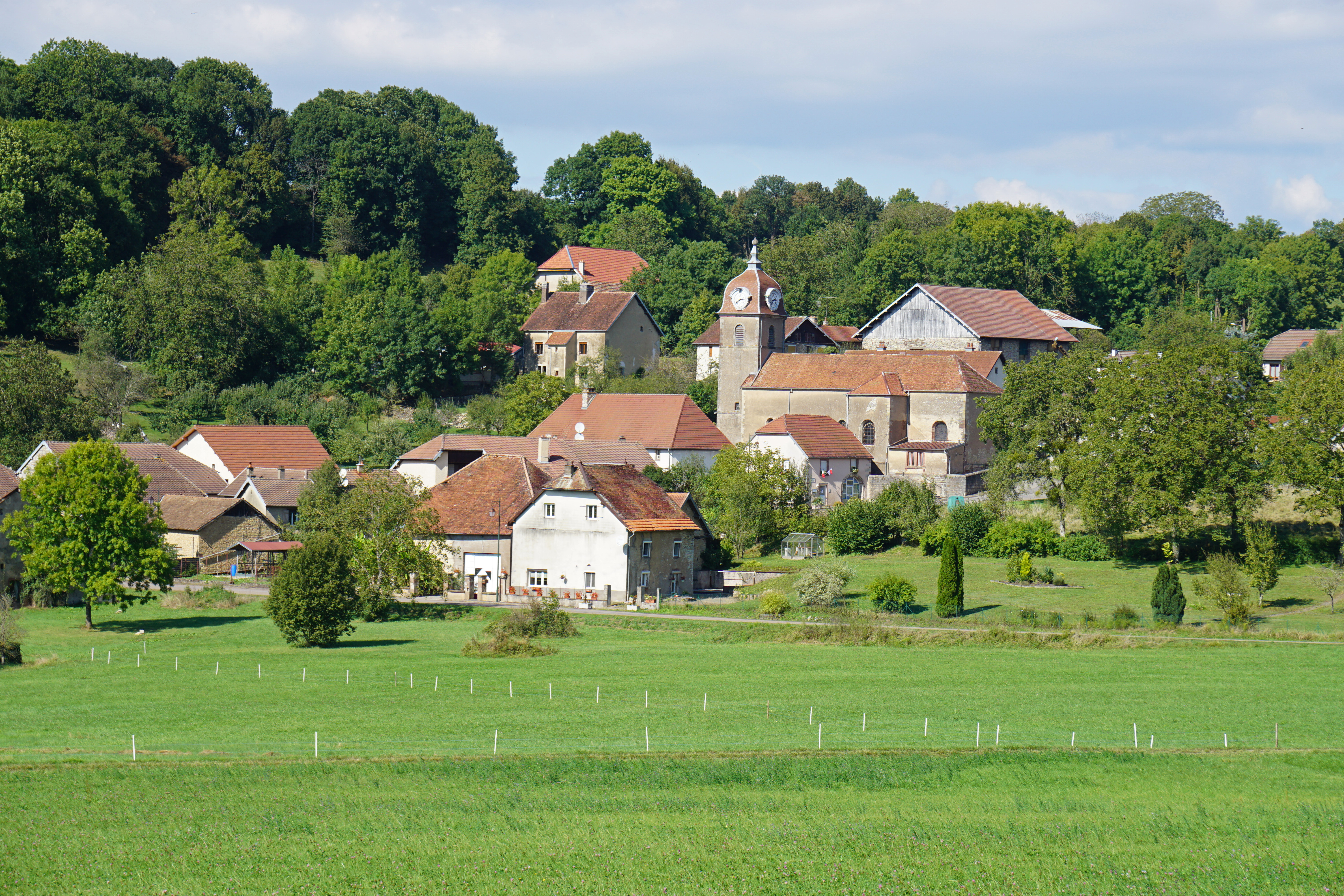
Вельшеврё-э-Курбенан
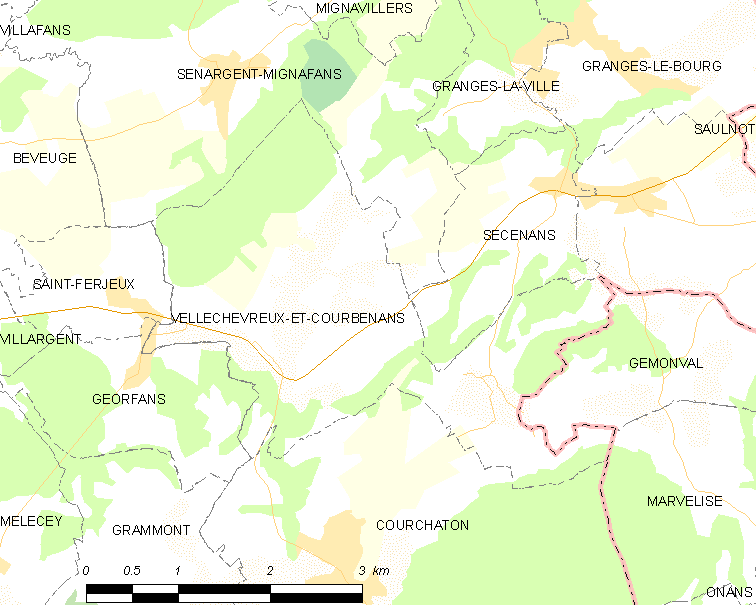
Карта коммуны